# From Genesis to Revelation
Albums de Genesis
Trespass
(1970)
Singles
1. The Silent Sun
Sortie : 2 février 1968
2. Where the Sour Turns to Sweet
Sortie : 27 juin 1969

From Genesis to Revelation est le premier album du groupe de rock progressif britannique Genesis, sorti en mars 1969 chez Decca Records en Angleterre (London Records en Amérique du Nord). Il est produit par Jonathan King, ancien élève de l'école de Charterhouse que fréquentent à l'époque les membres du groupe et qui connut un certain succès avec sa chanson Everyone's gone to the moon.
Genesis, début 1967, est formé de Peter Gabriel, Anthony Phillips, Tony Banks et Mike Rutherford. Le batteur Chris Stewart, qui jouait avec Peter et Tony à l'époque de Garden Wall, se joint à eux pour le single The Silent Sun. Sur l'album toutefois, John Silver joue de la batterie.
À sa sortie, l’album est un échec commercial : seules six cent cinquante copies sont vendues. De nombreux disquaires, trompés par la pochette qui indique seulement le titre de l'album, le classent dans la catégorie « musique religieuse ». En France, l'album se vend à cinquante mille exemplaires.
Puis Genesis rompt son contrat avec King, se sentant manipulé par ce dernier. Aujourd’hui encore, King est considéré comme persona non grata par les membres de Genesis. Durant les années 1980 et 1990, le label tentera de ressortir les chansons de Genesis enregistrées pendant qu'il les avait sous contrat, mais ces tentatives ne remporteront que peu de succès.

## Liste des chansons
Toutes les chansons sont écrites par Tony Banks / Peter Gabriel / Anthony Phillips / Mike Rutherford sauf notification contraire. 
1. Where the Sour Turns to Sweet – 3 min 16
2. In the Beginning – 3 min 47
3. Fireside Song – 4 min 20
4. The Serpent – 4 min 40
5. Am I Very Wrong? – 3 min 33
6. In the Wilderness – 3 min 33
7. The Conqueror – 3 min 42
8. In Hiding – 2 min 40
9. One Day – 3 min 22
10. Window – 3 min 35
11. In Limbo – 3 min 32
12. Silent Sun (Gabriel / Banks) – 2 min 15
13. A Place to Call My Own – 2 min
14. A Winter's Tale (mono) - 3 min 31 (réédition CD)
15. One-Eyed Hound (mono) - 2 min 36 (réédition CD)
16. That's Me (mono) - 2 min 41 (réédition CD)
17. The Silent Sun (mono) - 2 min 17 (réédition CD)

## Musiciens
- Peter Gabriel : chant, tambourin
- Anthony Phillips : guitare, chœurs
- Tony Banks : orgue, piano, chœurs
- Michael Rutherford : basse, guitare, chœurs
- John Silver : batterie

### Musiciens additionnels
- Chris Stewart : batterie sur The silent sun
- Arthur Greenslade (en) : arrangements et direction des cordes et cuivres
- Lou Warburton : arrangements et direction des cordes et cuivres